# Demo 1997
Demo 1997 – trzecie demo doom metalowego zespołu Pentagram wydane w 1997 roku.

## Lista utworów
1. „Thrill of the Kill” – 5:20
2. „Black Sky” – 2:49
3. „Pistonhead” – 4:41
4. „Look over Your Shoulder” – 3:33